# 極限
数学においては、数列など、ある種の数学的対象をひとまとまりに並べて考えたものについての極限（きょくげん、英: limit）がしばしば考察される。直感的には、数の列がある値に限りなく近づくとき、その値のことを数列の極限あるいは極限値といい、この数列は収束するという。収束せず正の無限大、負の無限大、振動することを発散するという。
極限を表す記号として、lim (英語: limit, リミット、ラテン語: limes)という記号が一般的に用いられる。例えば次のように使う:
- {\displaystyle \lim _{n\to \infty }x_{n}}
- {\displaystyle \lim _{x\to 0}{\frac {\sin x}{x}}=1}

## 数列の極限
実数の数列が収束する (converge) あるいは有限の極限を持つ若しくは極限が有限確定であるとは、番号が進むにつれてその数列の項がある1つの値に限りなく近づいていくことをいう。このとき確定する値をその数列の極限値という。収束しない数列は発散する(diverge)といい、それらはさらに極限を持つものと持たないものに分かれる。発散する数列のうち極限を持つものには、正の無限大に発散するものと負の無限大に発散するものがあり、極限が確定しないものは振動する(oscillate)という。

### 数列の収束
自然数の逆数の列 1, 1/2, 1/3, …, 1/n, … を考えると、n を限りなく大きくしていくと一般項 1/n は限りなく 0 に近づいていく。このときこの数列は 0 に収束するといい、このことを
{\displaystyle \lim _{n\to \infty }{\frac {1}{n}}=0}
あるいは
{\displaystyle {\frac {1}{n}}\to 0\quad (n\to \infty )}
と書く。
カール・ワイエルシュトラスは「限りなく近づく」という曖昧な表現は使わず、イプシロン-デルタ論法を用いて厳密に収束を定義した。これによれば、数列 {an} がある一定の値 α に収束するとは、次が成り立つことである（この場合はイプシロン-エヌ論法とも言う）:
{\displaystyle \forall \varepsilon >0,\exists n_{0}\in \mathbb {N} {\text{ s.t. }}\forall n\in \mathbb {N} \left[n>n_{0}\Rightarrow |a_{n}-\alpha |<\varepsilon \right]}
（どんなに小さな正の数 ε をとっても、その ε に対して適切な番号 n0 を十分大きく定めれば、n0 より先の番号 n に対する an は α から ε ほども離れない範囲に全部入るようにすることができる）
これを用いると、an = 1/n の極限値は 0 であることを以下のようにして示すことができる。

### 極限値の性質
- 数列が収束するとき、その極限値はただ一つに限る。
{\displaystyle \lim _{n\to \infty }a_{n}=\alpha ,\lim _{n\to \infty }a_{n}=\beta \Longrightarrow \alpha =\beta }
- 収束する数列から項を有限個取り除いても、得られた数列は同じ値に収束する。
- 収束する数列は数の集合として有界である。
{\displaystyle \lim _{n\to \infty }a_{n}=\alpha \Longrightarrow \exists K>0;\forall n\;|a_{n}|<K}
- {\displaystyle \forall n\;a_{n}\leq b_{n},\;\lim _{n\to \infty }a_{n}=\alpha ,\;\lim _{n\to \infty }b_{n}=\beta \Longrightarrow \alpha \leq \beta }

### 数列の発散
数列が収束しないとき、その数列は発散するという。特に、番号 n を限りなく大きくしていくとき、数列の項の値 an が限りなく大きくなることを、数列 {an} は正の無限大に発散するといい、
{\displaystyle \lim _{n\to \infty }a_{n}=\infty }
または
{\displaystyle a_{n}\to \infty \;(n\to \infty )}
のように表す。イプシロン-エヌ論法では、数列の正の無限大への発散は、
{\displaystyle \forall K>0,\exists n_{0}\in \mathbb {N} ;\forall n\in \mathbb {N} \;{\bigg [}n>n_{0}\Longrightarrow a_{n}>K{\bigg ]}}
のように定式化される。
また、番号 n を限りなく大きくしていくとき、数列の項の値 an が限りなく小さくなることを、数列 {an} は負の無限大に発散するといい、
{\displaystyle \lim _{n\to \infty }a_{n}=-\infty }
または、
{\displaystyle a_{n}\to -\infty \;(n\to \infty )}
と表す。数列 {an} が負の無限大へ発散することは、各項 an を反数にした数列 {bn} (bn = −an, n = 1, 2, 3, …) が正の無限大に発散することと同値である。あるいは絶対値をとって得られる数列  が正の無限大に発散すると言っても同じである。イプシロン-エヌ論法では、
{\displaystyle \forall K<0,\exists n_{0}\in \mathbb {N} ;\;\forall n\in \mathbb {N} \;{\bigg [}n>n_{0}\Longrightarrow a_{n}<K{\bigg ]}}
となる。
数列が収束せず、また正の無限大にも負の無限大にも発散しない場合、その数列は振動するという。振動も発散の一種である。

### 様々な極限
実数の列 {\displaystyle \left(x_{n}\right)_{n}} がある数 {\displaystyle R} について {\displaystyle R<x_{n}} を満たしているとき（数列 {\displaystyle \left(x_{n}\right)_{n}} が下に有界なとき）、 {\displaystyle \left(x_{n}\right)_{n}} の下極限と呼ばれる数
{\displaystyle \varliminf _{n\to \infty }x_{n}}
を定めることができる。同様にして、上に有界な数列に対しその上極限
{\displaystyle \varlimsup _{n\to \infty }x_{n}}
が定義される。
（{\displaystyle \varlimsup } を {\displaystyle \limsup }、{\displaystyle \varliminf } を {\displaystyle \liminf } と記しても同じ意味である）
数列 {\displaystyle \left(x_{n}\right)_{n}}  が極限を持つのは {\displaystyle \textstyle \varliminf \limits _{n\to \infty }x_{n}=\varlimsup \limits _{n\to \infty }x_{n}} となる場合であり、このとき
{\displaystyle \lim _{n\to \infty }x_{n}=\varliminf _{n\to \infty }x_{n}=\varlimsup _{n\to \infty }x_{n}}
となる。さらに、有界な数列のなすベクトル空間 {\displaystyle l_{\infty }\mathbf {N} }  に対して抽象的な関数解析の構成を適用し、任意の有界な数列 {\displaystyle \left(x_{n}\right)_{n}}に対してバナッハ極限と呼ばれる数 {\displaystyle {\mathrm {LIM} }\;x_{n}} を、古典的な極限の拡張となるように定めることができる。

### 点列
ユークリッド空間のように、距離函数 d の定まった空間における点の列についての収束の概念を、実数の列の収束の概念を拡張して定めることができる。すなわち、点列 (xn)n が点 y に収束するとは、正の実数列 (d(xn, y))n が 0 に収束することである。この概念をさらに一般化して、自然数によって数え上げられるとは限らない「列」とその収束性を一般の位相空間に対して定式化することができる。（#位相空間を参照のこと）
距離 d に関する極限であることを明示するために lim の代わりに d-lim などと書くこともある。

## 関数

### 変数の収束に伴う関数の挙動
f(x) を実関数とし、c を実数とする。式
{\displaystyle \lim _{x\to c}f(x)=L}
または
{\displaystyle f(x)\rightarrow L\quad (x\rightarrow c)}
とは、x の値を c に“十分に近づければ”f(x) の値を L に望む限りいくらでも近づけることができることを意味する。このとき「x を c に近づけたとき f(x) の極限は L である」という。これはイプシロン-デルタ論法により
{\displaystyle \forall \varepsilon >0,\;\exists \delta >0;\;\forall x\;{\bigg [}0<|x-c|<\delta \Longrightarrow |f(x)-L|<\varepsilon {\bigg ]}}
という形で厳密に定義される。このとき、この極限と関数 f(x) の x = c における値は無関係であり、f(c) ≠ L であることもあれば、f が c において定義されている必要もないのである。
このことを理解するために次の例を挙げる。
x が 2 に近づくときの f(x) = x/(x2 + 1) の値を考える。この場合、f(x) は x が 2 のときに定義されており、値は 0.4 である。
- {\displaystyle f(1.9)=0.4121}
- {\displaystyle f(1.99)=0.4012}
- {\displaystyle f(1.999)=0.4001}

x が 2 に近づくにつれて f(x) が 0.4 に近づいていく。したがって、 {\displaystyle \lim _{x\to 2}f(x)=0.4} である。このように {\displaystyle f(c)=\lim _{x\to c}f(x)} であるとき、f(x) は x = c で連続であるという。しかし、このようなことが常に成り立つとは限らない。 
例として、
{\displaystyle g(x)={\begin{cases}{\dfrac {x}{x^{2}+1}},&{\mbox{if }}x\neq 2\\0,&{\mbox{if }}x=2\end{cases}}}
を考える。x が 2 に近づくときの g(x) の極限は 0.4 であるが、{\displaystyle \lim _{x\to 2}g(x)\neq g(2)} である。このとき g(x) は x = 2 で連続でないという。
また、x → c のとき、f(x) の値が限りなく大きくなることを、「x が c に限りなく近づくとき関数 f(x) は正の無限大に発散する」といい、
{\displaystyle \lim _{x\to c}f(x)=\infty }
または、
{\displaystyle f(x)\to \infty \quad (x\to c)}
と表す。このことは次のように厳密に定義される。
{\displaystyle \forall K>0,\exists \delta >0;\;\forall x\;{\bigg [}0<|x-c|<\delta \Longrightarrow f(x)>K{\bigg ]}}
逆に、x → c のとき、f(x) の値が限りなく小さくなることを、「x が c に限りなく近づくとき関数 f(x) は負の無限大に発散する」といい、
{\displaystyle \lim _{x\to c}f(x)=-\infty }
または、
{\displaystyle f(x)\to -\infty \quad (x\to c)}
と表す。これは次のように厳密に定義される。
{\displaystyle \forall K<0,\exists \delta >0;\;\forall x\;{\bigg [}0<|x-c|<\delta \Longrightarrow f(x)<K{\bigg ]}}
連続な実関数 f(x) が x → c とする極限において発散するならば、f(x) は x = c において定義できない。なぜなら、定義されていたとすると x = c は不連続点となるからである。

### 無限遠点における挙動
一般には x がある有限の値に近づくときを考えることが多いが、x が正か負の無限に近づくときの関数の極限を定義することもできる。
ある無限区間 (a, ∞)（を含む集合）で定義される関数 f(x) において、x が限りなく大きくなると関数 f(x) の値がある値 L に近づくとき、「x が限りなく大きくなるとき f(x) は L に収束する」といい、
{\displaystyle \lim _{x\to \infty }f(x)=L}
または、
{\displaystyle f(x)\rightarrow L\quad (x\rightarrow \infty )}
と表す。
これは次のように定義される。
{\displaystyle \forall \varepsilon >0,\;\exists X>0;\;\forall x\;{\bigg [}x>X\Longrightarrow |f(x)-L|<\varepsilon {\bigg ]}}
例えば、{\displaystyle f(x)={\frac {2x}{x+1}}} を考える。
- {\displaystyle f(100)=1.9802}
- {\displaystyle f(1000)=1.9980}
- {\displaystyle f(10000)=1.9998}

x が十分大きくなるにつれて、f(x) は 2 に近づく。このとき {\displaystyle \lim _{x\to \infty }f(x)=2} と表す。
また、ある無限区間 (−∞, a) で定義される関数 f(x) において、x が限りなく小さくなると関数 f(x) の値がある値 L に近づくとき、「x が限りなく小さくなるとき f(x) は L に収束する」といい、
{\displaystyle \lim _{x\to -\infty }f(x)=L}
または、
{\displaystyle f(x)\rightarrow L\quad (x\rightarrow -\infty )}
と表す。
これは次のように定義される。
{\displaystyle \forall \varepsilon >0,\exists X<0;\forall x\;{\bigg [}x<X\Longrightarrow |f(x)-L|<\varepsilon {\bigg ]}}
関数の無限における極限においても、関数の発散を考えることができる。
ある無限区間 {\displaystyle (a,\infty )} で定義される関数 f(x) において、x が限りなく大きくなると関数 f(x) の値も限りなく大きくなるとき、「x が限りなく大きくなるとき f(x) は正の無限大に発散する」といい、
{\displaystyle \lim _{x\to \infty }f(x)=\infty }
または、
{\displaystyle f(x)\rightarrow \infty \quad (x\rightarrow \infty )}:
と表す。
これは次のように定義される。
{\displaystyle \forall K>0,\exists X>0;\forall x\;{\bigg [}x>X\Longrightarrow f(x)>K{\bigg ]}}
また、ある無限区間 {\displaystyle (-\infty ,a)} で定義される関数 f(x) において、x が限りなく小さくなると関数 f(x) の値が限りなく大きくなるとき、「x が限りなく小さくなるとき f(x) は正の無限大に発散する」といい、
{\displaystyle \lim _{x\to -\infty }f(x)=\infty }
または、
{\displaystyle f(x)\rightarrow \infty \quad (x\rightarrow -\infty )}
と表す。
これは次のように定義される。
{\displaystyle \forall K>0,\exists X<0;\forall x\;{\bigg [}x<X\Longrightarrow f(x)>K{\bigg ]}}
同様に、{\displaystyle x\rightarrow \infty } や {\displaystyle x\rightarrow -\infty } における負の無限大への発散を定義することができる。
{\displaystyle x\rightarrow \infty } や {\displaystyle x\rightarrow -\infty } において、関数 f(x) が収束もせず、また正の無限大にも負の無限大にも発散しない場合、その関数は数列と同様に振動するという。

## 関数列の収束
{\displaystyle I\subset \mathbb {R} ,\;f_{n},f\colon I\rightarrow \mathbb {R} } とする。
{fn} が f に I 上各点収束するとは、
{\displaystyle \forall \varepsilon >0,\forall x\in I,\exists n_{0}\in \mathbb {N} ;\forall n\in \mathbb {N} \;{\bigg [}n\geq n_{0}\Rightarrow |f_{n}(x)-f(x)|<\varepsilon {\bigg ]}}
が成り立つことである。これは、
各 {\displaystyle x\in I} に対して、{\displaystyle |f_{n}(x)-f(x)|\rightarrow 0\quad (n\rightarrow \infty )}
と同値である。これを各点収束の定義とすることもある。
{fn} が f  に I 上一様収束するとは、次が成り立つことである：
{\displaystyle \forall \varepsilon >0,\exists n_{0}\in \mathbb {N} ;\forall x\in I,\forall n\in \mathbb {N} {\bigg [}n\geq n_{0}\Rightarrow |f_{n}(x)-f(x)|<\varepsilon {\bigg ]}}
これは、
{\displaystyle \|f_{n}-f\|_{\infty }:=\sup _{x\in I}|f_{n}(x)-f(x)|\rightarrow 0\quad (n\rightarrow \infty )}
と同値である。上で定義したノルムをスープノルム（または無限大ノルム、上限ノルム）と言う。スープノルムの収束をもって一様収束を定義することもある。
また、区間 I の任意のコンパクト空間上一様収束することをコンパクト一様収束という。I の任意の有界閉区間上一様収束することを広義一様収束ということもある。
定義より、「fn が I 上一様収束⇒fn が I 上各点収束」が成り立つ（逆は必ずしも成り立たない）。関数の一様収束性は、lim と ∫ の順序交換や、函数項級数の項別積分や項別微分の可能性を保証する（逆に言えば、一様収束が保証されていない段階では、勝手に lim と ∫ の順序を交換したりなどしてはいけない）。
関数の一様収束性を証明するには、上のようにスープノルムの収束を示すのが一般的である。関数項級数の一様収束性ではワイエルシュトラスのM判定法も用いられる。

## 位相空間
点列の収束の概念は、一般の位相空間においても収束先の近傍系をもちいて定式化される。しかし、一般的な位相空間の位相構造は、どんな点列が収束しているかという条件によって特徴付けできるとは限らない。そこで、有向点族やフィルターといった、点列を拡張した構成とその収束の概念が必要になる。任意の位相空間 X に対し、X 上で収束している（収束先の情報も込めた）フィルターの全体 CN(X) や、あるいは収束しているフィルターの全体 CF(X) を考えると、これらからは X の位相が復元できる。

## 圏論
圏 C における図式を「添字圏」 J から C への関手と見なすことにする。特定の図式に対応する関手が与えられたとき、C の対象 X と射の族 (φi: X → Fi)i∈Obj(J) に対して次のような条件を考えることができる：
1. J の任意の射 j について F(j) φi0 = φi1 が成り立つ。ここで i0 = dom j、i1 = ran j である。
2. C の任意の対象 Y と射の族 (φi: X → Fi)i∈Obj(J) で、1. と同様の条件を満たすものについて射 g: Y → X で φi g = ψi (i ∈ Obj(J))を満たすものが一意的に存在する。

このような条件を満たす X（と族 φi）のことを F が表す図式の極限（あるいは射影極限、逆極限）と呼ぶ。極限の満たす普遍性により、それぞれの図式に対する極限は（あったとして）自然な同型をのぞき一意に定まる。
極限の典型的な例として、対象の族 (Xi)i∈I の直積 ∏i< Xi や二つの射 f, g: X → Y の等化射が挙げられる。特定の形 J の図式について必ず C における極限が存在するとき、図式から極限への対応は関手圏 CJ への対角射 ⊿ C → CJ に対する随伴関手としてとらえることができる。
この双対は補極限（あるいは帰納極限や順極限）と呼ばれる。